# Grubstake
Grubstake, conosciuto anche come Apache Gold, è un film western statunitense del 1952 diretto da Larry Buchanan.

## Produzione
Dopo il corto The Cowboy, Buchanan realizzò il suo primo lungometraggio ambientandolo ancora una volta nel vecchio West.
Il film fu prodotto dalla Tejano Productions e girato in Texas nel 1952 con un budget stimato in 17.000 dollari. Questo film è il debutto per l'attore Jack Klugman, allora praticamente sconosciuto.